# Gavellar (revista)
La revista Gavellar fue fundada como revista mensual en 1973 por Francisco Esteban Santisteban y publicada por la Casa de Úbeda en Madrid. La revista publicaba seis números —bimestrales— al año, integrados en dos volúmenes. 

## Historia
Fue la decana de las publicaciones periódicas ubetenses, publicando más de 300 números hasta su desaparición en 2004. Toma su nombre del santuario del mismo nombre dedicado a la Virgen de Guadalupe, en las cercanías de Úbeda. Desde su nacimiento se dedicó a recoger trabajos de importantes autores nacionales sobre temas culturales, históricos, literarios y científicos relacionados con la ciudad jiennense de Úbeda.

## Épocas y colaboradores
En su desarrollo se pueden definir tres etapas o épocas, bajo sus distintos directores: José Ibáñez Fantoni, Margarita Ruiz Camacho y Antonio Millán Sánchez.